# Procedury antydumpingowe w Unii Europejskiej
Procedury antydumpingowe w Unii Europejskiej – stosowany w Unii Europejskiej mechanizm obronny przeciwko nieuczciwym praktykom handlowym. Dumping ma miejsce, gdy cena eksportowa produktu sprzedawanego do państw Unii jest niższa od ceny analogicznego produktu na rynku krajowym.

## Przepisy prawa
Podstawę prawną dla postępowania antydumpingowego w UE stanowią przepisy Rozporządzenia Parlamentu Europejskiego i Rady (UE) 2016/1036 z dnia 8 czerwca 2016 r. w sprawie ochrony przed przywozem produktów po cenach dumpingowych z krajów niebędących członkami Unii Europejskiej.

## Rozpoczęcie procedury
Postępowanie antydumpingowe może być rozpoczęte na podstawie pisemnej skargi złożonej przez osobę fizyczną lub prawną, a także stowarzyszenie nie posiadające osobowości prawnej, występujące w imieniu przemysłu Unii. We wniosku powinny być zawarte:
- dowody o wystąpieniu dumpingu, szkodzie poniesionej przez przemysł Wspólnoty oraz o istnieniu związku przyczynowego pomiędzy importem a szkodą,
- dane o autorze wniosku i jego produkcji, lista produktów zagrożonych importem po cenach dumpingowych,
- dane o produktach sprzedawanych po rzekomo dumpingowych cenach, a także o krajach i podmiotach zajmujących się takim eksportem oraz o unijnych odbiorcach ich towarów.

Istnieje możliwość wszczęcia postępowania przez Komisję Europejską z urzędu (jest to rzadko spotykane).
Skarga może być wycofana. Jeśli nastąpi to przed rozpoczęciem postępowania antydumpingowego, uznaje się ją za niezłożoną, jeśli po – postępowanie może być zakończone, gdy nie jest to sprzeczne z interesem Unii.
Komisja Europejska ma 45 dni na podjęcie decyzji o rozpoczęciu procedury antydumpingowej. W tym okresie Komisja sprawdza przede wszystkim zakres poparcia skargi przez przemysł Wspólnoty, przedstawione dowody oraz najważniejsze informacje.

## Postępowanie właściwe
W przypadku, gdy wszczęcie postępowania jest uzasadnione, Komisja po konsultacji z Komitetem Doradczym (składającym się z przedstawicieli państw członkowskich UE) publikuje w Dzienniku Urzędowym UE zawiadomienie o wszczęciu postępowania, wraz z istotnymi danymi takimi jak: podmiot wnoszący skargę, produkty oraz kraje objęte postępowaniem, zarzuty dotyczące dumpingu, data rozpoczęcia postępowania.
Następnie Komisja Europejska poleca eksporterom wypełnienie kwestionariusza obejmującego opis produktów, dane o sprzedaży tych produktów w określonym okresie, dane o eksporterze. Wypełnienie kwestionariusza powinno nastąpić w ciągu 30 dni, jednak na wniosek ekspertów termin ten może ulec wydłużeniu.
Komisja może zlecić wykonanie kontroli i inspekcji wśród importerów, handlowców i producentów Unii, jak również wszczęcie dochodzeń w państwach trzecich, o ile zainteresowane przedsiębiorstwa się zgodzą, a oficjalnie poinformowany rząd danego kraju nie zgłosi sprzeciwu. Urzędnicy Komisji mogą przeprowadzać te czynności wraz z urzędnikami państw – członków UE na wniosek tych państw lub Komisji.
W toku postępowania we wskazanych przez Komisję Europejską (w zawiadomieniu o wszczęciu postępowania) terminach zainteresowane strony mogą składać zeznania ustne, wyjaśnienia, dostarczać dodatkowe informacje.
Całe postępowanie powinno być zakończone w ciągu roku i absolutnie nie może przekroczyć 15 miesięcy (poszczególne etapy procedury także mają dokładnie określone ramy czasowe).

## Kary
Cło tymczasowe nakładane jest w przypadku stwierdzenia importu po cenach dumpingowych, powodującego szkodę w przemyśle Unii. Komisja Europejska nakłada cło tymczasowe po konsultacjach poprzez Komitet Doradczy z państwami członkowskimi, przeważnie na okres 6-9 miesięcy.
Na wniosek Komisji Rada Unii Europejskiej może w trybie rozporządzenia nałożyć ostateczne cła antydumpingowe. Propozycję nałożenia cła ostatecznego Komisja przedstawia na co najmniej miesiąc przed wygaśnięciem cła tymczasowego, jeśli takowe było ustanowione.
Jeśli jednak eksporter zobowiąże się do podwyższenia ceny albo zaprzestania wywozu na dany obszar po cenach dumpingowych i Komisja uzna, że zniweluje to szkodliwe efekty dumpingu, cła tymczasowe nałożone przez Komisję, a także ostateczne nałożone przez Radę, nie będą dotyczyły określonego przywozu.
Cła antydumpingowe nakłada się na produkty eksporterów, którym udowodniono dumping.
Cło antydumpingowe ustala się zazwyczaj poniżej stwierdzonego marginesu dumpingu, o ile spowoduje to usunięcie szkody dla przemysłu unijnego. Cła powinny obowiązywać przez okres niezbędny do zniwelowania strat spowodowanych przez import po cenach dumpingowych. Poza nielicznymi wyjątkami, środek wygasa po 5 latach od jego zastosowania.
Producenci unijni, eksporterzy, importerzy mają prawo do złożenia wniosku o wszczęcie postępowania rewizyjnego oraz prawo odwołania na drodze sądowej do sądu pierwszej instancji.